# One Wonderful Night
One Wonderful Night er en amerikansk stumfilm fra 1914 af E. H. Calvert.

## Medvirkende
- Francis X. Bushman som John Delancey Curtis.
- Beverly Bayne som Lady Hermione.
- John Cossar som Horace P. Curtis.
- Helen Dunbar som Mrs. Horace P. Curtis.
- Lillian Drew som Marcelle.